# Леопольд Леффлер
Леопольд Леффлер також пишеться як Леффлер (27 жовтня 1827 — 6 лютого 1898) — польський художник-реаліст періоду пізнього романтизму, популярний у другій половині XIX століття під іноземними поділами Польщі. Літографічні репродукції його картин широко розповсюджувалися серед членів краківського та варшавського мистецьких товариств і часто передруковувалися в популярних періодичних виданнях через історичні згадки про польські національні повстання та фронти, а також велику увагу до деталей епохи.
Член Віденської академії образотворчого мистецтва з 1866 року та на піку своєї мистецької кар'єри Леоффлера запросив до Кракова польський національний художник Ян Матейко в 1877 році. Там він прийняв посаду професора Школи образотворчого мистецтва, що розширювалася, але, незважаючи на це, залишався плідним художником до кінця свого життя. Лефлер помер у Кракові в 1898 році. Його роботи знаходяться в Національному музеї Польщі, його регіональних філіалах та у Львівській національній галереї мистецтв.
Леопольд Леоффлер народився 27 жовтня 1827 року в Жешуві під австрійським поділом, в сім'ї адміністративного офіцера Яна Леоффлера (прізвище також германізоване як Леффлер) та його дружини Доміцелли, уродженої Домбровської. Його батько був місцевим офіс-менеджером, перш ніж перевезти свою родину до Львова (нині Львів, Україна), щоб зайняти посаду районного секретаря. Леопольд навчався в школі в Радимно, де його дядько Філіп Лефлер був поштмейстером. Після закінчення школи вступив на філософський факультет Львівського університету. Приблизно в той час він також знову виявив свій інтерес до живопису і в 1845 році залишив розділену Польщу до Відня, щоб продовжити навчання в Академії образотворчого мистецтва.

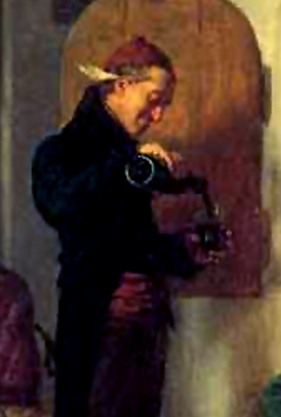
Автопортрет